# Avery Mile
Avery Mile ist eine im Jahr 2009 gegründete Pop-Rock-Band aus Bremen.

## Geschichte
Avery Mile wurde im Jahr 2009 in Bremen gegründet. Unter dem ehemaligen Bandnamen Zebra waren Avery Mile Teilnehmer des Nachwuchswettbewerbs Live in Bremen im Jahr 2009 und belegten dabei den zweiten Platz. Weitere lokale Konzerte, Festivals und Stadtfeste folgten. Im September 2010 gelang es der Bremer Band ins Finale des New Music Award 2010 zu kommen. Dadurch erlangten sie die Aufmerksamkeit der jungen öffentlich-rechtlichen Radiosender MDR Sputnik, Radio Fritz, ON-3, Bremen Vier, N-Joy, Dasding, You FM, UnserDing und 1 Live. Im Oktober 2010 veröffentlichten Avery Mile ihr selbstbetiteltes Debütalbum. Die erste Singleauskopplung Remedy schaffte es in den Top44 Charts von Bremen Vier auf Platz 39 und ging in die große Rotation. Ende 2010 kam Maximilian Rugen als fünftes Mitglied in die Band. Neue Songs wurden komponiert und so startete im Jahr 2011 die Produktion des zweiten Albums A Place Called Home, welches am 20. April 2012 veröffentlicht wurde. Das Release-Konzert war gleichzeitig das Abschieds-Konzert für Bassist Pieter Santjer, der die Band aus persönlichen Gründen verließ. Seine Nachfolge trat Ende April 2012 Thilo Kirsch an. Die erste Single Lights Out vom Album A Place Called Home schaffte es in den Bremen Vier Top44 Charts bis auf Platz 32.

## Diskografie
- 2010: Avery Mile (Fuego / rough trade)
- 2012: A Place Called Home (Fuego / rough trade)